# Palais national omnisports de Pékin
Le Palais national omnisports de Pékin (en chinois : 北京國家體育館 / 北京国家体育馆 ; pinyin : Běijīng Guójiā Tǐyùguǎn) est une salle de sports située dans le parc olympique de Pékin (Chine). Cette enceinte a été construite pour les Jeux olympiques d'été de 2008. D'une capacité provisoire de 19 000 places, elle a accueilli les compétitions de gymnastique artistique, de trampoline et les demi-finales et finale de handball.
La salle a été inaugurée le 26 novembre 2007 dans le cadre d'épreuves de gymnastique artistique.
Après les Jeux olympiques, le Palais national deviendra un centre multi-fonctionnel de sports et loisirs destiné à la population locale.  
Pendant les  Jeux olympiques d'hiver de 2022, il sera la seconde patinoire du hockey sur glace, et accueillera également les épreuves de hockey sur luge des Jeux paralympiques d'hiver de 2022.